# The Miller's Daughter (film, 1905)
The Miller's Daughter je americký němý film z roku 1905. Režiséry jsou Wallace McCutcheon Sr. (1858/1862–1918) a Edwin S. Porter (1870–1941). Film trvá zhruba 13 minut a premiéru měl 6. listopadu 1905.
Film je založen na hře Hazel Kirke od Steelea MacKayeho.

## Děj
Hazel, mlynářova dcera, má dva nápadníky: městského hocha a venkovského hocha. Její otec si přeje, aby se provdala za farmáře, ale ona dává přednost elegantnímu měšťanovi, se kterým uteče z domova. Během svatby přijde manželka ženicha, která obřad zruší, a Hazel nezbývá nic než se vrátit domů ke svému otci. Ten se jí ale zřekne, a zoufalá dívka se pokusí skokem do řeky spáchat sebevraždu. Toho si všimne venkovský chlapec, který je do ní stále zamilovaný, a zachrání ji. Oba se časem vezmou a budou mít spolu jedno dítě, přes které se Hazel po dvou letech usmíří s otcem.